# ジョン・インマン
ジョン・インマン（Frederick John Inman、1935年6月28日 – 2007年3月8日）は、イギリスの俳優。

## 略歴
ランカシャーのプレストン生まれ。従姉妹のJosephine Tewsonも俳優。
1972年から1985年までBBCで放映された、ロンドンの高級デパート Grace Brothers の衣類売り場を舞台としたコメディ『Are you being served?』に出演した。